# Limnephilus kaumarajiva
Limnephilus kaumarajiva är en nattsländeart som beskrevs av Schmid 1961. Limnephilus kaumarajiva ingår i släktet Limnephilus och familjen husmasknattsländor. Inga underarter finns listade i Catalogue of Life.